# Мітрідатові війни
Мітрідатові війни — низка воєн між Понтійським царством, де царював Мітрідат VI, і Римською республікою в період між 89 і 63 роками до н. е.

## Мітрідат VI Евпатор

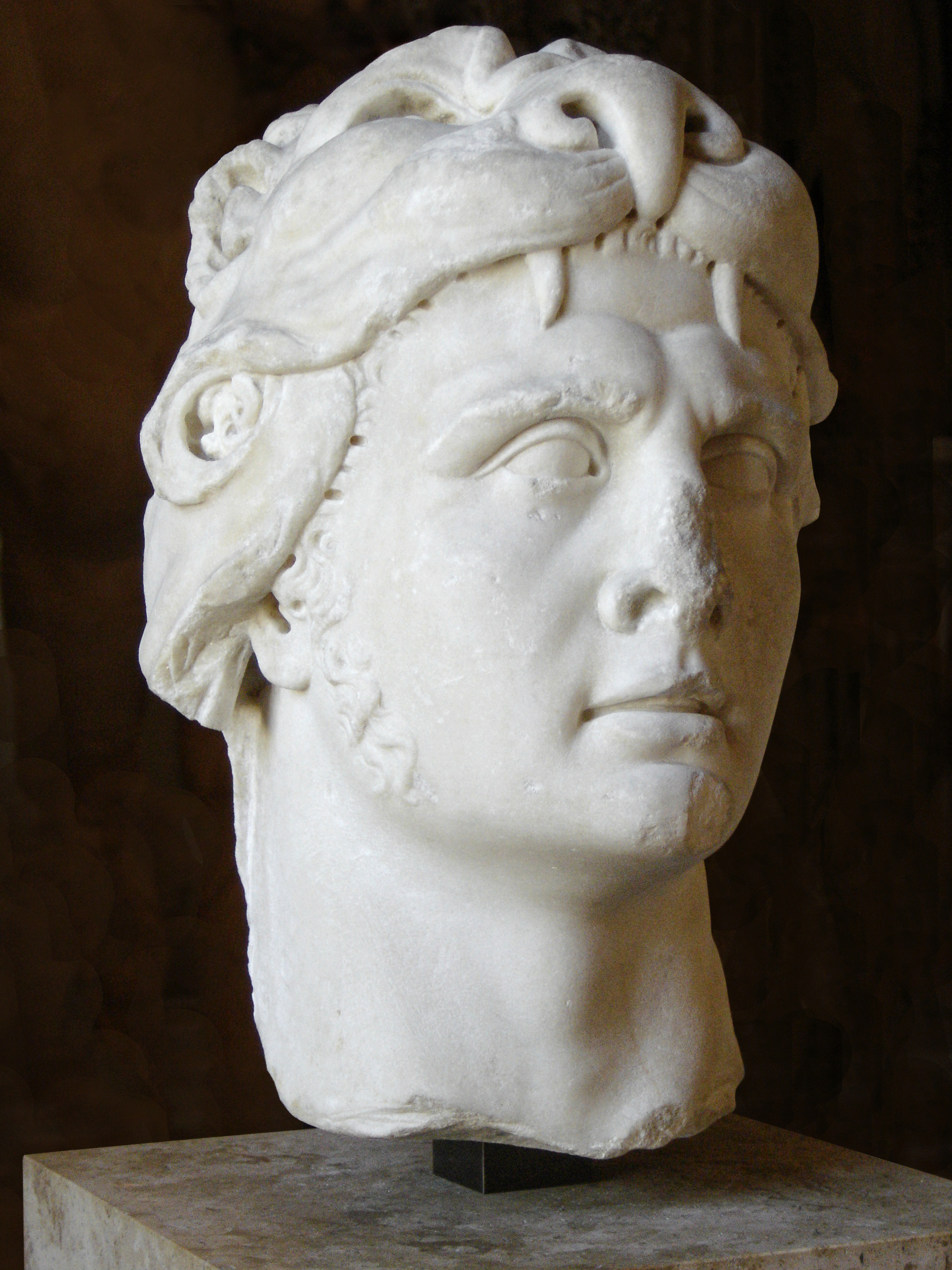
Зображення правителя Мітрідата VI

Мітрідат VI Евпатор (грец. Μιθριδάτης) (132 — 63 до н. е.) — цар Понта, що правив в 121 — 63 рр. до н. е. вів свій родовід по батькові від Ахеменідів, а по матері — від Селевкідів. Енергійна і здібна людина, що мала величезну фізичну силу, він не мав системної освіти, але знав 22 мови, був знайомий з найкращими представниками культури еллінізму свого часу, написав ряд творів по природній історії і вважався покровителем наук і мистецтва. Проте разом з цим він відрізнявся марновірством, підступністю і жорстокістю. Це був типовий азійський деспот. У 113 р. до н. е. Мітрідат з своїми прихильниками повертається в Понт і затверджує свою царську владу над країною. Проте він добився цього тільки після безжальної кривавої розправи з недругами з числа понтійської знаті. При його дворі таємні вбивства людей стали звичайним явищем.

## Завоювання Мітрідата VI
Своє царювання Мітрідат VI Евпатор почав із створення сильної понтійської армії, на чолі якої він мав намір зробити великі завоювання. Спочатку цар Понту підпорядкував собі сусідню Колхіду, перетворивши її на понтійську сатрапію, і Малу Вірменію. Подальшим завоюванням сприяла політична обстановка в Північному Причорномор'ї. У другій половині й особливо наприкінці II ст. до н. е. значно посилюється тиск варварських племен, перш за все скіфів та сарматів, на античні держави Північного Причорномор'я. Скіфи і деякі з племен сарматів, наступаючи на Ольвію, захоплювали її землі і кільцем оточували місто. Ці напади деколи відрізували підвезення в місто сільськогосподарських продуктів і створювали голод. Ольвія повинна була виплачувати данину у вигляді «дарів» вождям цих племен. В середині II ст. до н. е. Ольвія, не будучи в змозі боротися з наступаючими кочівниками, перейшла під владу скіфського царя Скілура.
Скіфське царство, встановивши контроль над Ольвією, намагалося опанувати і Херсонес. Але зустріло рішучий опір. В кінці II ст. до н. е. скіфи знов пішли війною на Херсонес. Вони захопили його володіння на західному березі Криму. А потім наблизилися до стін міста. Не сподіваючись на допомогу Боспорського царства, якому загрожували ті ж скіфи, херсонесити звернулися до Понтійського царства. Мітрідат, який побачив в цій пропозиції привід для розповсюдження свого впливу на Північне Причорномор'я, направив в 110 р. до н. е. на допомогу херсонеситам велику армію на чолі з полководцем Діофантом.
Висадившись в Херсонесі, Діофант вирушив проти скіфів, очолюваних царем Палаком, і розбив їх. Він направив свою армію проти союзників скіфів — таврів, зруйнував їх фортеці і відтіснив їх в гори. Укріпивши одне з херсонеських поселень на західному березі Криму, Діофант назвав його Евпаторією і зробив опорним пунктом понтійського панування в цій частині Криму. Потім, мабуть на запрошення боспорського царя Перісада, який опинився не в змозі боротися з скіфами, що «вимагали більшої дані, ніж раніше», Діофант вирушив на Боспор і розбив скіфську армію, що тіснила Пантікапей.
Війна з скіфами тривала два роки. Закінчивши її, Діофант з своєю армією повернулися в Понт. Скіфи ж, відновившись від поразки, знов почали наступати на Херсонес. Херсонесити знов звернулися до Мітрідату, який знову послав на допомогу їм Діофанта. Понтійській полководець прогнав скіфів від Херсонеса і повернув місту його втрачені фортеці. Тим часом Палак уклав союз з плем'ям роксоланів, що жили між Дніпром і Доном, і з величезною армією вирушив на Херсонес. У великій битві скіфи і їх союзники знову були розбиті і відступили. Діофант і херсонесське військо тепер у свою чергу вторглися углиб самої Скіфії і захопили столицю Неаполь. Розбиті скіфи склали зброю і визнали над собою владу Мітрідата VI Евпатора.
Розбивши скіфів, Діофант рушив на Боспор. Цар Боспору Перісад V, останній представник династії Спартокідів, був змушеній передати Мітрідату VI Евпатору владу, що призвело до великого повстання під керівництвом знатного скіфа Савмака в 109/108 р. до н. е. Перісада вбили, повстанці захопили Пантікапей та Феодосію. Діофант врятувався втечею на херсонеському кораблі. Савмак утримував владу майже протягом року.
На придушення повстання Мітрідат послав приблизно через півроку після його початку велику армію і флот. Ними командував той же Діофант. Регулярна армія понтійських найманців, яка чисельно, мабуть, перевищувала сили повсталих, вдалося подавити повстання. Савмак був узятий в полон і відправлений до Понта, де, ймовірно, його стратили. Влада Мітрідата на Боспорі була відновлена, вона розповсюдилася тепер на Херсонес, Тіру і Ольвію. Племена, що жили в Причорноморських степах від Дону до Дунаю, біля володінь Мітрідата, або визнали його владу, або стали його союзниками. Після цього він зміг використовувати ресурси всього Північного Причорномор'я.
Мітрідат VI Евпатор мріяв про створення могутньої держави, здатної стати наступником династій еллінізму. Проте на шляху до цієї мрії він бачив грізну перешкоду — римську експансію на схід. Мітрідат вирішив затвердити своє пануюче положення не тільки в Малій Азії, але і на суміжних з нею територіях, перш за все в Греції.
Рішення цієї задачі він почав із створення могутніх збройних сил Боспорського царства — армії і флоту. Мітрідат VI Евпатор зумів зібрати величезну для того часу армію. Армія була найманою, і царська скарбниця мала в своєму розпорядженні великі на те засоби завдяки стабільно збираним податкам в понтійській державі. Згідно зі стародавніми джерелами, військовий флот Мітрідата налічував до 400 бойових кораблів. Створення такої армади виявилося можливим тому, що серед його підданих була достатня кількість моряків торгових суден і рибалок (риба, в солоному і в'яленому вигляді, була однією з головних статей експорту країни). Велика кількість кораблів дозволяла перевозити на південне чорноморське узбережжя багатотисячні війська і вести війну проти сильного римського флоту.
Весною 88 р. до н. е. Мітрідат вторгся до римської Азії і без зусиль захопив її. Завоювання римських провінцій Віфінії та Каппадокії супроводжувалося страшною різаниною римлян і італіків (жителів Апеннінського півострова, що не були громадянами Риму). Корінне населення вітало прихід на їх землі Мітрідата, що виступав в ролі визволителя Малої Азії від римського панування.
Понтійці рушили через Македонію до Греції. У Римі було зібрано велике військо під командуванням консула Сулли для відбиття вторгнення армії Мітрідата. Проте міжусобна боротьба, що спалахнула у Вічному місті, відстрочила похід римського війська на схід, до Греції.

## Армія Мітрідата
Військо Мітрідата було неймовірно численним (за Юстином — 80 тис. піхоти, 10 тис. кавалерії та 600 бойових колісниць; за Аппіаном, 250 тис. піхоти, 40 тис. кінноти, 300 кораблів). У армії служили мешканці Малої Азії, греки, боспоряни, кельтські найманці, можливо, скіфи та сармати.
Мітрідат VI реорганізував армію за римським зразком — озброїв піхоту списами, великими щитами (типу «туреос») і короткими мечами (сарматського типу). «Варварські» загони (сармати) у війську Мітрідата використовували більш звичне для них озброєння. Кельтські найманці використовували довгі мечі, овальні щити та шоломи.

## Перша Мітрідатова війна

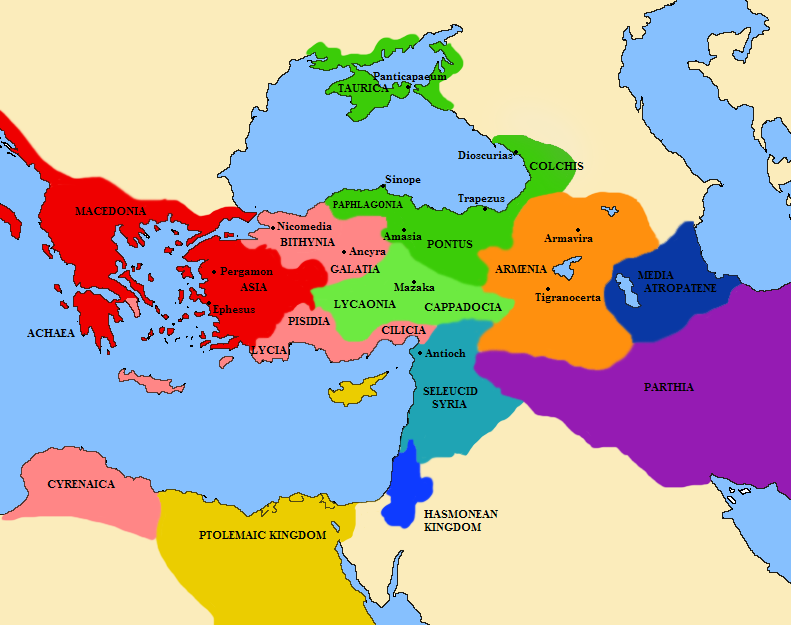
Карта Малої Азії у 89 році до н. е.

В ході Першої Мітрідатової війни (89-84 рр. до н. е.) понтійці вигнали римлян з Малої Азії і Греції, розбивши в декількох битвах таких відомих полководців, як Касій, Маній Аквілій і Оппій. Мітрідат не раз демонстрував перед своїми супротивниками високе полководницьке мистецтво і став одним з найненависніших ворогів Риму.
У 88 р. до н. е. Мітрідат обложив малоазіатське місто Кизик і несподівано опинився в оточенні римлян під командуванням Луція Ліцинія Лукулла. Але той так і не зважився на генеральну битву з Мітрідатом Евпатором, хоча в численних сутичках з понтійцями римські (за їх письмовими свідченнями) війська завдали супротивникові чималу утрату.
У середині 87 р. Луцій Корнелій Сулла успішно почав військову кампанію на сході: його легіони висадилися з кораблів в Греції, що встала на сторону Мітрідата ще до його приходу на грецьку землю, і обложили Афіни. Римська армія після довгих зусиль до весни 86 р. до н. е. узяла місто, що спробувало скинути з себе чужоземне ярмо за допомогою Понту.
На відміну від Малої Азії, Мітрідата в Греції переслідували військові невдачі. Тут у нього з'явився сильний супротивник в особі честолюбного полководця Сулли. Крім того, близькість грецької території до Апеннін дозволяла Риму постійно нарощувати свої військові сили в Греції.
Армія Мітрідата під командуванням Архелая і Арістіона, пройшовши Македонію, вступила у Грецію, але, тільки тоді, коли було узято Афіни, на військовий союз з якими понтійській цар покладав чималі надії. Проте тепер, крім Сулли, він мав і ще одного сильного супротивника, що прийшов з Рима — військо маріанців на чолі з Валерієм Флакком.
У 86 р. до н. е. Корнелій Сулла розбив війська царя Мітрідата в двох битвах — біля Херонєї та Орхомені. У першому з них римський полководець командував 30-тисячною, добре навченою і дисциплінованою армією. 90-тисячним понтійськім військом, яке мало 90 бойових колісниць, командував царський полководець Архелай, який так і не зумів використати в битві чисельну перевагу. У битві при Херонєї полководець Сулла вперше в світовій військовій практиці використав добре продуману систему польових укріплень.

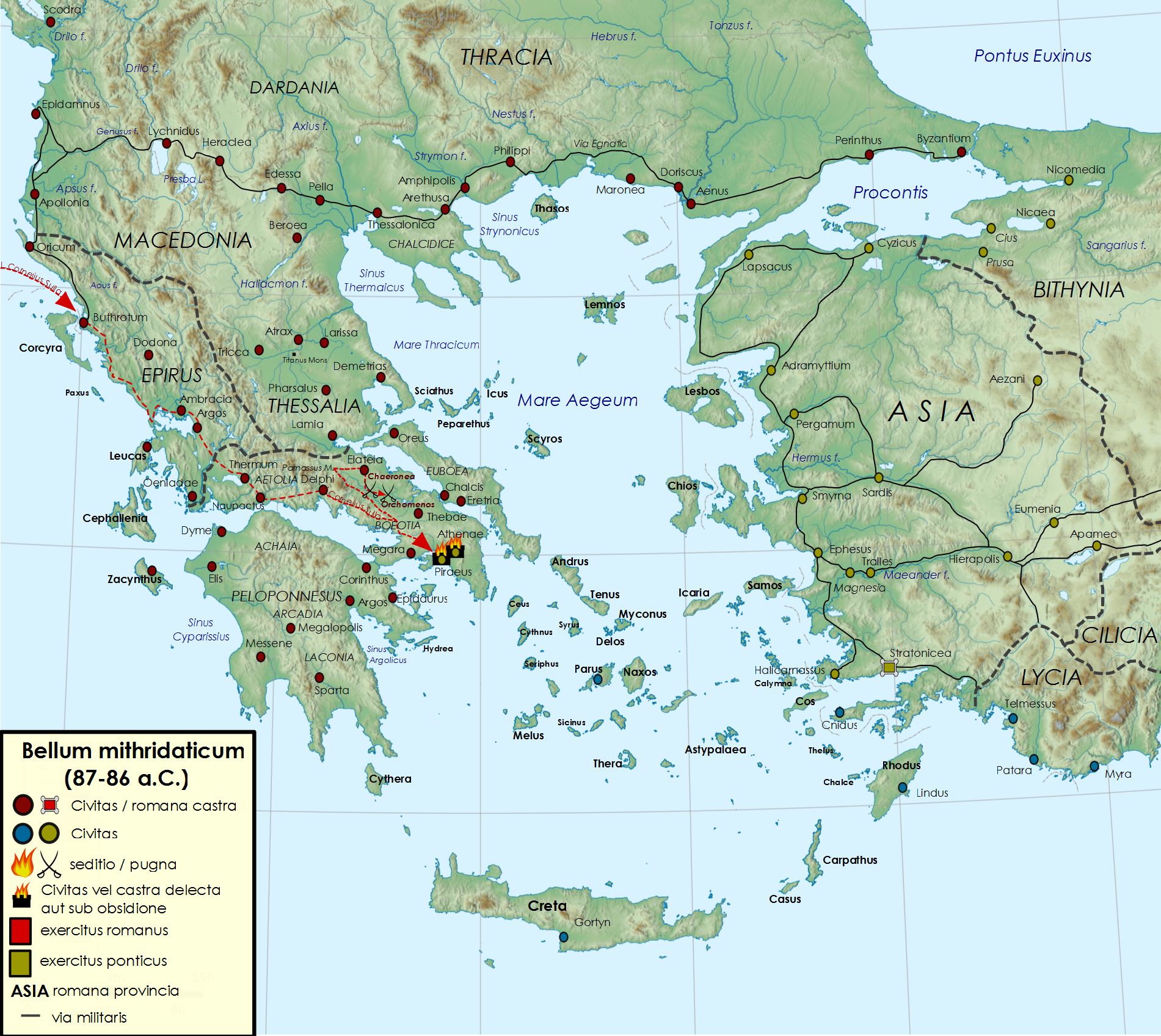
Карта бойових дій в 87 — 86 роках до н. е.

Від мітрідатової кавалерії він захистився ровами, а від бойових колісниць — палісадом. Римські легіони, витримавши перший натиск незлагоджених лав ворога, самі пішли вперед і отримали переконливу перемогу.
При Орхомені супротивники — Сулла і Архелай — зустрілися знов. Понтійськая кіннота на самому початку битви завдала сильного удару по римським воїнам, що вишикувалися для битви, і потіснила їх. Проте досвідчений Сулла в такій критичній ситуації показав себе з якнайкращого боку. Він зумів зібрати війська, що почали відступати, для удару у відповідь і розгромити понтійську армію.
Сам цар Мітрідат VI Евпатор в тому ж році програв римському полководцю Флавію Фімбрію в битві при Мілетополі. Перемога римської зброї була повною. Після цих поразок армія і флот Понта залишили територію Греції, якою знов заволоділи римляни. У Вічному місті з великими почестями святкували перемогу.
Мітрідат сподівався закріпитися в Малій Азії, щоб звідти почати нові військові дії проти Риму, але події випередили його. У Греції, де стояла армія маріанців під командуванням Валерія Флакка, спалахнув солдатський заколот. Головнокомандуючий був убитий, а на його місце солдати вибрали ватажка заколоту Гая Фімбрія. Він рушив до Малої Азії і в битві біля Пропонтіди розбив Мітрідатове військо, яке тільки почало відновлювати свої сили.
Змінилася і обстановка серед численних грецьких островів в Егейському морі. Тут вже неподільно панував сильний військовий флот Риму, що витіснив слабкіший, хоч і численний, понтійський флот через протоки в Чорне море.
До того ж Мітрідат в цей час зіткнувся і з внутрішніми проблемами. У 80-х —70-х роках до н. е. він істотно обмежив суверенітет підвладних йому грецьких полісів. Унаслідок чого боспорці повстали проти нього в середині 80-х рр. до н. е. Повстання було придушено, а автономія міст Боспору скасована. Намісником на Боспор був призначений син Мітрідата Махар. Обмеження прав Ольвії в цей самий період підтверджується і написом на постаменті. Якщо декрет на честь амісенського кібернета був виданий від імені Ради та Народу, то напис на постаменті — від імені представника Мітрідата і починається з імені царя. Більш того літочислення ведеться за понтійською ерою, а не за іменами ольвійських жерців-епонімів. Титул і ім'я Мітрідата на постаменті були цілеспрямовано знищені. Це дозволяє говорити про те, що ольвіополіти намагалися позбутися навіть згадки про нього. Звісно, все це не могло не вплинути на подальші плани Мітрідата.
Цар Мітрідат VI Евпатор запросив миру, який і був укладений в серпні 85 р. до н. е. у Дардані. Понтійській монарх звільняв всі зайняті його армією території, перш за все області в Малій Азії, і виплачував Риму контрибуцію розміром в дві тисячі талантів. Після укладення миру Мітрідат, як переможений, зумів зберегти за собою основні володіння. Проте його відносини з правлячими колами Вічного міста залишалися украй напруженими.

## Друга Мітрідатова війна
Друга Мітрідатова війна (83-81 рр. до н. е.) була спровокована римським проконсулом Ліцинієм Муреною, людиною амбітною, яка мріяла прославитися на військовому терені. Проте римські війська зазнали поразки від понтійців. Неміцний мир між могутнім Римом і Понтійськім царством був порушений через, здавалося б, невеликий військовий інцидент.
Мітрідат Евпатор, добре розуміючи неминучість нового військового зіткнення з Римом, почав енергійно готуватися до нової війни з ним. Йому, блискучому дипломатові Давнього світу, вдалося створити проти Риму могутню військову коаліцію, в яку входили скіфи, сармати, фракійці, германці, а також війська Серторія в Іспанії, царя Вірменії Тиграна II і пірати (кілікійці) Середземного моря. Крім того, за деякими даними, цар Мітрідат підтримав повстання рабів в Римі під керуванням Спартака.

## Третя Мітрідатова війна
У 75 р. до н. е. Нікомед IV Філопатр, цар Віфінії, заповідав своє царство Риму. Але його володіння на південному чорноморському узбережжі Малої Азії граничили з Понтійськім царством. Мітрідат прозорливо побачив в цьому перш за все військову загрозу для своїх володінь. До того ж він і сам претендував на володіння Нікомеда. У 74 р. до н. е. його 120-тисячна армія за підтримки місцевого населення вторглася в залежну від Риму Віфінію і опанувала її. Одночасно почалася війна проти римлян Каппадокії і Пафлагонії.
Ця Третя Мітрідатова війна (74-63 роки до н. е.) йшла із перемінним успіхом. У Римі серйозно поставилися до подій в малоазіатській Віфінії і двинули туди численні війська і флот, який перед цим очистив Середземномор'я від піратів Килікії. Головнокомандуючим на Сході був призначений консул Луцій Ліциній Лукулл, з ім'ям якого пов'язані перші значні військові успіхи римської зброї в новій війні проти Понтійського царства.
Спочатку римляни терпіли поразки. Біля міста Нікополя римський воєначальник Доміцій Кальвін, маючи під своїм командуванням один легіон і набрані в Малій Азії допоміжні війська, зіткнувся з понтійською армією, очолюваною царським сином Фарнаком. Після першого ж натиску супротивника азійські союзники римлян бігли з поля бою, і лише стійкість римського легіону не дала поразці набути катастрофічних масштабів.
Велика морська битва відбулася в 74 р. до н. е. біля Халкидону. Римський флот під командуванням Рутілія Нудона при появі на морі понтійського флоту, спробував вийти з гавані і вишикуватися в бойову лінію. Проте понтійці відтіснили римлян назад в укріплену гавань Халкидону. Здавалося, що на цьому морська битва і закінчилася.
Проте понтійці думали інакше, ніж їх супротивник. Вони зруйнували ворожі загороди біля входу в халкидонську гавань, в яку негайно увірвалися їх бойові кораблі. В ході жорстоких абордажних сутичок усі 70 кораблів римського флотоводця Рутілія Нудона було знищено. Це був сильний удар по римській морській могутності, який з'явився однією з причин затягування Третьої Мітрідатової війни.
Після цих подій консул Лукулл наніс військам царя Мітрідата Евпатора декілька поразок, уміло використовуючи всі переваги сучасної, добре навченої і дисциплінованої римської армії. Мітрідат був витиснений супротивником з Віфінії й Понту. Лукулл примусив його бігти до зятя, Тіграна Вірменського. Відмова останнього видати тестя римському консулові послужила приводом для війни між Римом і Вірменією.
Восени 69 р. до н. е. 10-тисячне римське військо під командуванням Луція Ліцинія Лукулла обложило місто Тігранакерт. Але римляни були атаковані 100-тисячною армією понтійців під командуванням царя Тіграна Вірменського. Але на самому початку битви йому не вдалося зайняти висоти, які б захистили позиції його кінноти. Цим скористався консул Лукулл, який уміло атаковав понтійську кінноту з тилу і розгромив її. Після цього римські легіони напали на піхоту супротивника і також розбили її. За свідченням римських джерел, що явно перебільшували перемогу римської армії при Тігранокерті, понтійці втратили близько 100 тисяч чоловік, самі ж переможці — всього 5 (п'ять) чоловік!
У наступному 68 р. до н. е. переможець Лукулл рушив на чолі римської армії на столицю Вірменії Артаксату (Арташат), але його похід був невдалий. Відповідні дії Мітрідата Евпатора не примусили себе довго чекати — він перейшов зі своїми військами у наступ, відвоювавши у римлян Понт і Вірменію.
На початку 66 р. до н. е. командування римською армією на Сході перейшло до полководця Гнея Помпея. У тому ж році поблизу міста Нікополя відбулася друга в історії битва між римлянами і військами царя Мітрідата.
Помпею вдалося зайняти пануючі над полем битви висоти, і понтійцям довелося користуватися похідним табором під ними. Вночі римські легіони раптово атакували сплячих понтійців і розгромили їх, примусивши царську армію тікати.
Після цієї битви Мітрідату довелося бігти спершу до Колхіди, а звідти через Чорне море в столицю Боспорського царства місто Пантікапей (сучасна Керч). Там він вирішив зібратися з силами і знов почати війну проти ненависного йому Риму. Проте підтримки у народу і війська збіглий понтійський цар не отримав.
Незабаром проти Мітрідата VI Евпатора повстали грецькі міста Північного Причорномор'я і азовського узбережжя. Заколот проти государя підняло і царське військо на чолі з його сином Фарнаком. Тоді в 63 р. до н. е. цар Мітрідат покінчив життя самогубством. Спершу він прийняв отруту, яку завжди носив з собою. Але отрута не подіяла, оскільки з юнацтва, Мітрідат VI боявся отруєння і виробляв імунітет до отрут. Тоді, цар наказав своєму охоронцеві галлу проткнути його мечем, що той і зробив. Тим самим він уникнув приниження з боку переможців. Але його син Фарнак, після узяття фортеці, велів відрізати голову батька і послати римському сенату на знак відданості. Сам Фарнак став «почесним другом і союзником Риму».
Підсумком Третьої Мітрідатової війни стало перетворення Віфінії і Понту на римські провінції. Услід за цим полководець Помпей підійшов на чолі багатотисячної римської армії до вірменської столиці Артаксат і примусив царя Тиграна визнати себе васалом Риму і відмовитися в його користь від усіх своїх завоювань. Загибель Мітрідата VI Евпатора привела до значного розширення володінь Риму в Малій Азії.